# Partizione (informatica)

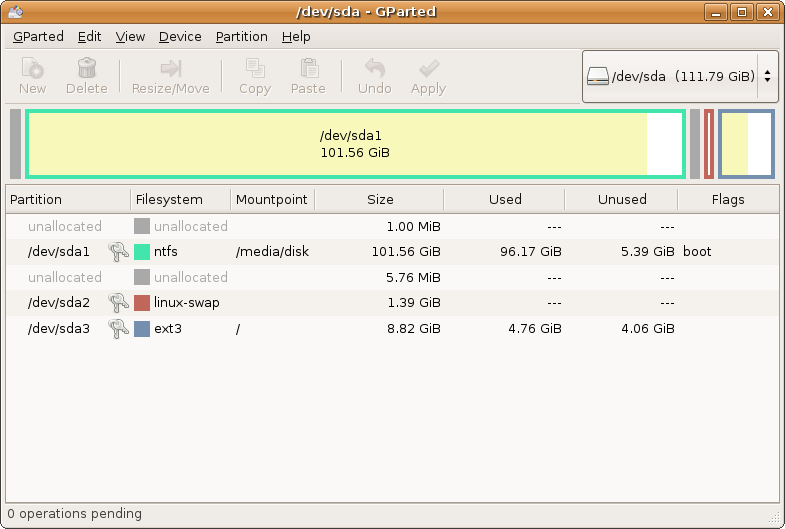
Programma GParted per gestire le partizioni sotto sistema operativo GNU/Linux

Una partizione, in informatica, indica una suddivisione logica di un'unità di memorizzazione fisica (tipicamente una memoria di massa come un disco rigido o una chiavetta USB). Le singole unità logiche vengono viste dal sistema operativo come unità separate e possono essere formattate e gestite in maniera del tutto indipendente. Su ogni disco rigido è sempre presente almeno una partizione per la sua operatività, al più l'intera memoria vista come singola o unica partizione.
La partizione è un concetto diverso, seppur contiguo, da quello di volume. Suddividere un hard disk in più partizioni può risultare utile per vari motivi, i principali sono descritti di seguito.

## Descrizione

GNU GRUB e Master boot record

Le dimensioni di ciascuna partizione sono scelte in base alla sua destinazione d'uso cioè alle dimensioni in byte di ciò che deve contenere (es. dati o sistema operativo + programmi). Il sistema, una volta partizionato, aggiornerà la tabella delle partizioni, presente sul master boot record (MBR) del disco rigido e utilizzata in fase di avvio (boot) dalla macchina per permettere di individuare, selezionare e avviare (automaticamente di default o sotto input dell'utente tramite boot manager) il boot loader del sistema operativo prescelto.
Una partizione particolare è la cosiddetta partizione di ripristino (recovery partition), una partizione del disco (partizione di sistema e nascosta) in cui è presente l'immagine esatta del sistema operativo con tutti i suoi applicativi installati sulla macchina al momento di acquisto (e/o prima accensione) del computer, utilizzata per poter effettuare il ripristino del sistema alle condizioni iniziali di fabbrica (immagine originale OEM) quando il sistema operativo cessa di funzionare correttamente e non può essere riparato. L'ambiente di ripristino è attivabile digitando una certa combinazione di tasti (solitamente tipo Fn) a seconda del produttore appena acceso il computer subito dopo la schermata del BIOS ma prima che sia caricato l'eventuale sistema operativo. Dato che da diversi anni i produttori non corredano più i PC (con sistema operativo pre-installato in versione OEM) dei relativi supporti ottici (DVD), è buona norma creare il set di DVD di ripristino (con lo specifico tool del produttore) immediatamente dopo l'acquisto e accensione del pc: questo perché potrebbe nel tempo manifestarsi qualche inconveniente che rende non più possibile utilizzare la partizione di ripristino contenuta nel disco fisso.
L'ambiente di ripristino del produttore (OEM recovery enviroment) non deve essere confuso con l'ambiente di ripristino del sistema (Windows Recovery Environment) anche avviabile sempre tramite apposito DVD (system repair disc) creato mediante il sistema operativo, comunque sempre presente su apposita partizione.
Un computer dotato di tecnologia UEFI ha, obbligatoriamente, una specifica partizione etichettata "EFI", in formato Fat32 e collocata all'inizio del disco, necessaria per l'avvio dei sistemi operativi installati. Questa partizione è distinta dalle altre partizioni (o volumi) riservati al sistema operativo o al ripristino.

### Tipologie
In generale è possibile avere due tipi di partizioni:
- Primaria: è quella richiesta da sistemi operativi Windows. Il massimo numero di partizioni primarie realizzabili è 4.
- Estesa: all'interno di questa è possibile creare fino a 64 partizioni logiche.

I file di avvio dei sistemi operativi Linux possono essere installati su partizioni primarie o logiche, mentre quelli di Windows solo su partizioni primarie, mentre i file di sistema possono risiedere su partizioni logiche.

## Finalità

### Installazione di più sistemi operativi
Se l'utente ha la necessità di utilizzare più sistemi operativi sul medesimo computer (dual boot) deve necessariamente suddividere l'hard disk in più partizioni in modo da poter assegnare a ogni sistema operativo almeno una partizione da gestire. Ovviamente, se l'utente ha più di un hard disk, non è costretto a partizionarli, dato che può assegnare un intero hard disk a ogni sistema operativo.
L'alternativa al partizionamento fisico e successiva installazione del nuovo OS è il ricorso alla virtualizzazione, ormai sempre più diffusa sia in ambiente desktop che in ambiente server, ovvero la creazione di una macchina virtuale su cui gira il nuovo sistema operativo ospite emulando il comportamento di una macchina fisica, procedura che consente di evitare il partizionamento del disco.

### Suddividere i dati e le applicazioni di sistema
Suddividere l'hard disk in più partizioni permette di suddividere logicamente anche i dati. Per esempio si potrebbe realizzare una partizione per i dati e una per il sistema operativo e le applicazioni. La partizione con il sistema + applicazioni si chiamerà partizione di sistema, l'altra partizione dati. Con questa suddivisione logica in caso di malfunzionamento software del computer, l'utente potrà formattare la partizione con il sistema operativo e le applicazioni senza perdere i dati presenti nell'altra partizione o doverne fare un backup. In tal modo il sistema diventa più robusto ai guasti e sul fronte della sicurezza alle infezioni da virus informatici rimanendo decisamente più mantenibile.

## Software utilizzato
Le partizioni vengono normalmente gestite tramite apposite applicazioni fornite assieme al sistema operativo, queste permettono di impostare e cancellare le partizioni e di modificarne alcuni parametri ma non consentono manipolazioni più raffinate (unire, spostare, dividere, ecc.). Per effettuare queste operazioni è necessario utilizzare dei programmi appositi, i più conosciuti dei quali sono AOMEI Partition Assistant e EaseUS Partition Master. Esistono comunque alternative freeware e software libero come GParted e QtParted.